# Creu de terme del camí de Tarragona
La Creu de terme del camí de Tarragona és una obra de la Selva del Camp (Baix Camp) inclosa a l'Inventari del Patrimoni Arquitectònic de Catalunya.

## Descripció
Creu de terme situada a l'antiga cruïlla del camí de Tarragona i la carretera vella de Reus i Salou, actualment accés principal de la vila de la Selva del Camp. Creu de pedra de tipologia grega. Els braços, aparentment, semblen de secció poligonal rematats per florons, també presents a la zona de l'encreuament. Al centre de l'anvers hi ha la imatge de Crist crucificat i al revers la de la Verge. Reposa damunt una gruixuda columna de pedra picada, de secció octogonal, aixecada damunt una base de tres graons.

## Història
Sabem per un document de 1371 que existia una creu gòtica en el mateix indret de la creu actual. Aquesta primera creu va ser enderrocada en el transcurs de la primera meitat de segle xvi i el Consell, en una sessió de l'any 1543 acordà refer-la. Es va restaurar l'any 1995.